# Mang Anton Stapf

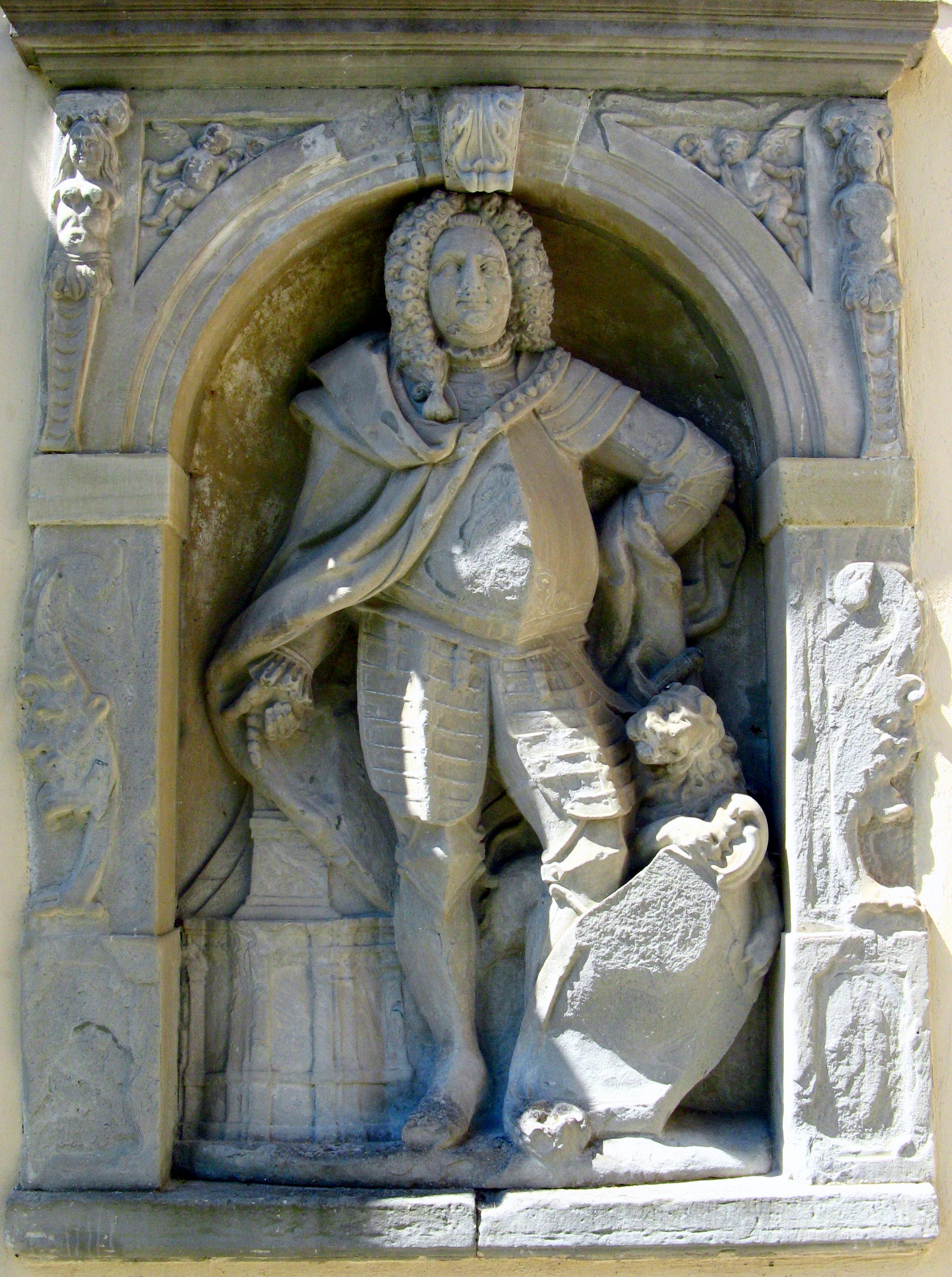
Steinrelief von Graf Ferdinand Ludwig am Chorabschluss der Pfarrkirche Wolfegg

Mang Anton Stapf (* 17. Dezember 1701 in Pfronten-Dorf; † 9. Februar 1772 in Pfronten-Ried) war ein süddeutscher Rokokobildhauer. Als Amtmann bekleidete er über drei Jahrzehnte das höchste fürstbischöfliche Amt in Pfronten. Er entstammte einer alteingesessenen Pfrontener Familie, aus der mehrere überregional bedeutende Maler und Bildhauer hervorgingen.

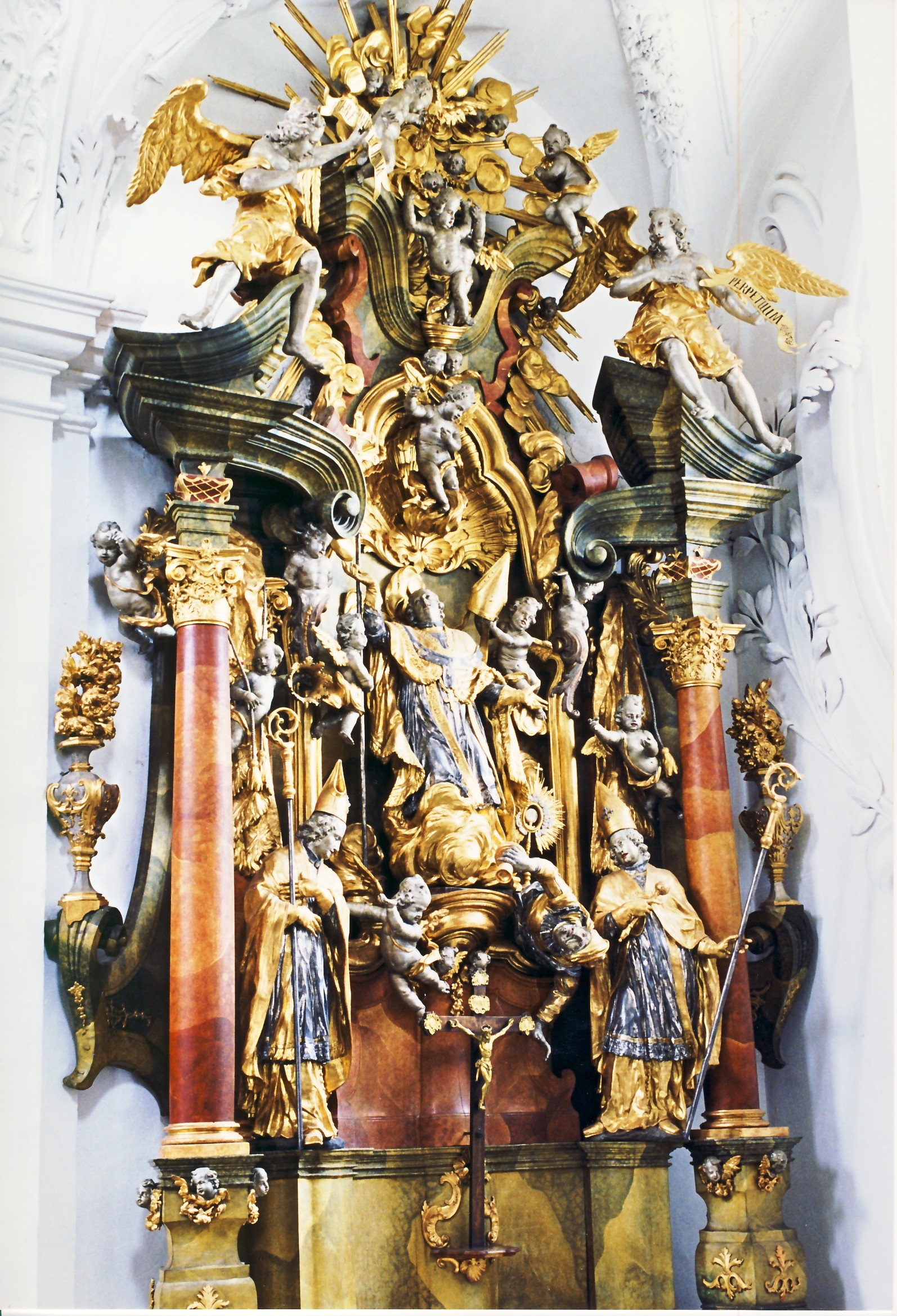
Norbertus-Altar in Obermarchtal

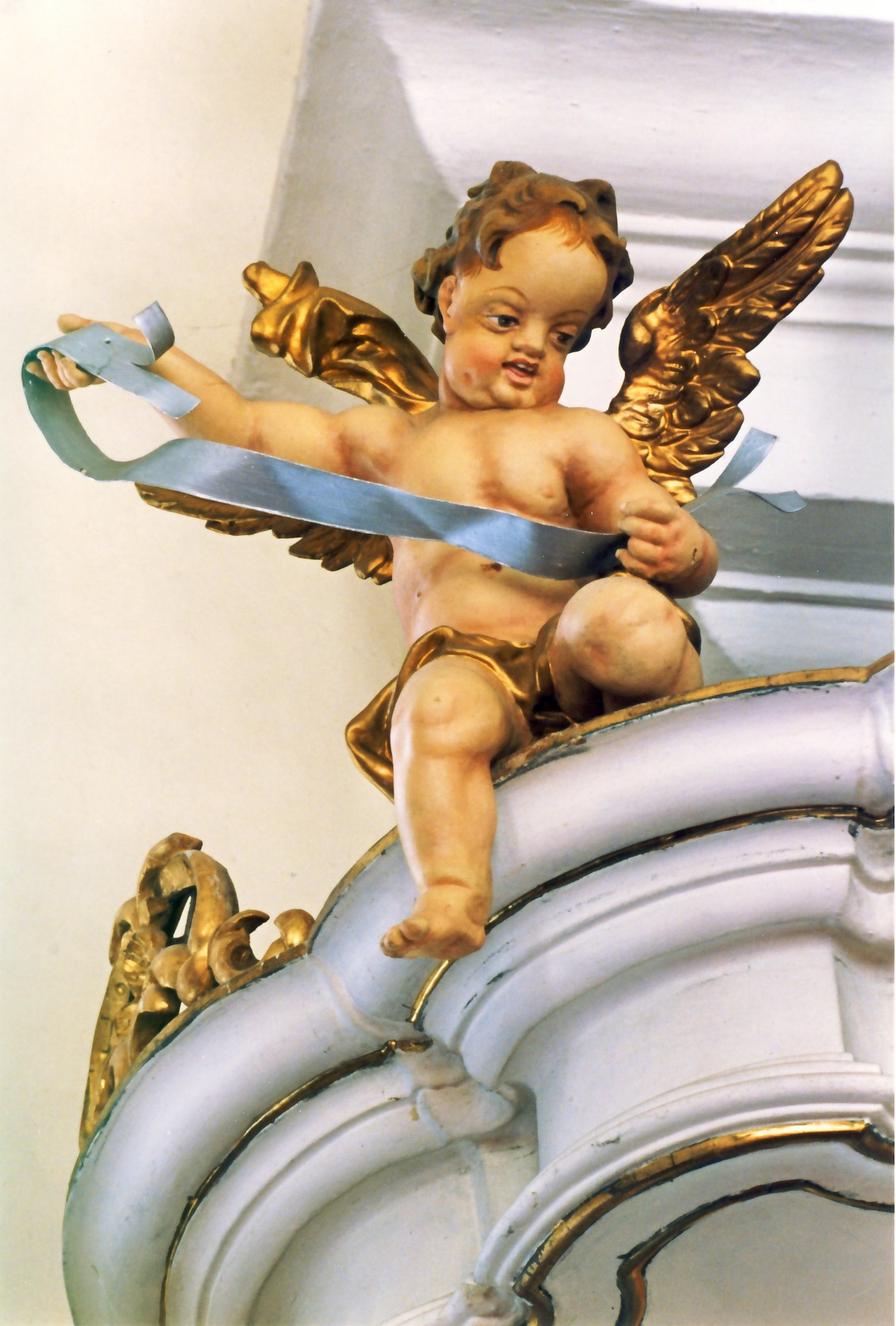
Kanzelputto in der Kirche von Berwang

Grundlage des umfangreichen Pfrontener Künstlertums war u. a. eine weitgehende Zunftfreiheit in Verbindung mit einer allgemeinen Gewerbefreiheit.

## Leben
Mang Anton Stapf wurde als ältester Sohn des Michael Stapf (* 1655) in Pfronten-Dorf Nr. 404 geboren. Schon früh verlor er seinen Vater († 1712). Von 1718 bis 1722 schickte ihn die Mutter Ursula Wetzer nach Augsburg, wo er bei Christoph Bammer zum Bildhauer ausgebildet wurde. Außerdem erwarb er sich bei seinem Aufenthalt in Augsburg vermutlich auch die juristischen Kenntnisse, die ihn später zur Übernahme der Amtmannschaft in Pfronten befähigten.
Über seine Gesellenzeit ist nichts bekannt. Als erste archivalisch gesicherte Arbeit ist der Norbertusaltar von 1734 in Obermarchtal überliefert. In Wolfegg wird Stapf in einer Abrechnung vom 13. Juli 1735 jedoch schon als „berühmbter Bildhauer von Pfrundten“ genannt. Sehr spät, nämlich erst 1739, schloss Mang Anton Stapf die Ehe mit Cäcilia Kögel aus Wertach. Im selben Jahr übertrug ihm die fürstbischöfliche Verwaltung auch ihr höchstes Amt in Pfronten. Stapfs Sohn Gabriel (* 1744) wurde ebenfalls Bildhauer und für wenige Jahre Amtmann in Pfronten. Im Jahr 1743 verkaufte Mang Anton das Heimathaus in Pfronten-Dorf an seinen Bruder Joseph.
Beim Neubau des Kirchturms in Pfronten-Berg wird Stapf von 1746 bis 1749, neben seinem Bruder Joseph und Peter Heel, als Bausachverständiger hinzugezogen. Aus der Zeit nach 1750 sind keine Arbeiten von Mang Anton Stapf bekannt. Offenbar war er als Verwaltungsbeamter völlig ausgelastet. Am 9. Februar 1772 starb Stapf. In der Sterbematrikel vermerkt der Geistliche: Annis et meritis gravis ex hac vita discessit Spectatiss. D[ominus] Magnus Antonius Staph loci Praefectus liberè resignatus. Sacramentis Morientium devotissimè susceptis. R.I.P. (Reich an Jahren und Verdiensten schied aus diesem Leben der frei resignierte Amtmann des Ortes, der hochangesehene Herr Magnus Antonius Stapf, nachdem er in großer Demut die Sterbesakramente empfangen hatte. Er ruhe in Frieden.)

## Werk
Als Bildhauer arbeitete Mang Anton Stapf sowohl in Holz wie auch in Stein. Da er mehrfach für komplette Altäre bezahlt wurde, darf angenommen werden, dass er zumindest auch die Entwürfe dafür anfertigen konnte. Die immer wieder angeführte Mitarbeit (ab 1760) an der Rokoko-Ausstattung der Wallfahrtskirche Maria-Rain konnte bislang nicht bestätigt werden und hat wohl auch nicht stattgefunden.

## Werkverzeichnis
Das Werkverzeichnis ist zwangsläufig lückenhaft.
- 1734: Obermarchtal, ehem. Prämonstratenser-Abteikirche St. Peter und Paul: Norbertus-Altar (archivalisch)
- 1735: Wolfegg, Pfarrkirche St. Katharina und Franziskus, ehem. Stiftskirche: Vier Sandsteinstatuen (archivalisch)
- 1738: Obermarchtal, ehem. Prämonstratenser-Abteikirche St. Peter und Paul: Antonius-Altar (archivalisch)
- 1741: Dösingen: Pfarrkirche St. Peter und Paul: Zwei Altäre (archivalisch, nicht erhalten)
- 1744/1745: Dösingen, Kapelle St. Antonius von Padua: Vier Figuren am Choraltar (Zuschreibung)
- 1746. Berwang (Tirol): Pfarrkirche zum hl. Jakobus d. Ä.: Zwei Seitenaltäre und die Kanzel (archivalisch, nur fragmentarisch erhalten)
- vor 1749: Burggen: Filialkirche St. Anna: Vier Figuren an den Seitenaltären (Zuschreibung)

Ohne exakte Datierung können Mang Anton Stapf auch Einzelfiguren in Ehrwald (Tirol), Pfronten-Meilingen, Pinswang (Tirol) und Wängle (Tirol) zugeschrieben werden.